# Заорская-Александрова, Вера Вячеславовна
Вера Вячеславовна Заорская-Александрова (18 [30] августа 1882, Муром, Владимирская губерния — 1972, Москва) — одна из первых российских дипломированных женщин-инженеров (1912 г.), доктор экономических наук, профессор, участник плана ГОЭЛРО, кавалер ордена «Знак Почёта», медали «За доблестный Труд в Великой Отечественной войне».

## Биография
Родилась 18 августа 1882 года в городе Муроме Владимирской губернии в семье земского врача Вячеслава Заорского.
В 1898 году окончила Муромскую женскую гимназию и переехала вместе с родителями в город Ташкент, где отец стал работать старшим врачом на строящейся Ташкентской-Оренбургской железной дороге. Осенью 1903 года Вера Заорская приехала в Санкт-Петербург и поступила на курсы П. Ф. Лесгафта, готовивших «воспитательниц и руководительниц физического образования с естественно-историческим уклоном». В 1906—1907 годах впервые в России был разрешён прием женщин на инженерные специальности в технический вуз — Санкт-Петербургский политехнический институт. Будучи студенткой 4-го курса «Курсов Лесгафта» Вера Заорская подала прошение о переводе в ППИ и была зачислена на первый курс экономического отделения. Ей не пришлось сдавать вступительные экзамены по физике и математике, как другим абитуриенткам, так как были зачтены отличные оценки по этим предметам, полученные Заорской на Лесгафтовских курсах. Всего была принята 21 девушка: 5 «действительно студентами» (в том числе и Заорская), остальные — вольнослушательницами. За время учебы в вузе, Вера Заорская приняла участие в двух «переписях населения и предметах городского обложения» в Петербурге (1910 год).
После окончания Санкт-Петербургского политехнического института в 1912 году Вера Вячеславовна Заорская поступила на работу в Отдел Земельных улучшений Министерства земледелия, где занималась изысканиями по устройству водохранилищ в бассейне реки Сыр-Дарья. Заведовала экономической группой изысканий. В июне 1915 года Верой Заорской была напечатана первая научная работа — книга «Промышленные заведения Туркестанского края».
Всего за годы своей многолетней научной деятельности (1915—1970 годы) Верой Вячеславовной Заорской-Александровой были опубликованы сотни научных статей, книг и монографий (в том числе на английском языке).
После Октябрьского переворота Заорская приступила к работе в Экономическом отделе Наркомтруда. После переезда правительства РСФСР из Петрограда в Москву, Заорская вместе со своим мужем Г. И. Александровым (будущим академиком АН СССР) тоже перебрались в столицу. Работала в созданном в 1918 году в Москве «Организационном бюро Туркестанского Университета». В 1919 году издала работу по кустарной промышленности Московской области.
В 1920 году В. В. Заорская-Александрова привлечена к работе над созданием Государственного плана по электрификации России — Плана ГОЭЛРО, под руководством Г. М. Кржижановского. Ею был составлен раздел по экономическому обоснованию для Туркестанского района (название республик Средней Азии, вошедший в окончательный вариант опубликованного Плана ГОЭЛРО).
По результатам работ по Плану ГОЭЛРО была создана Государственная Плановая Комиссия — Госплан, в который Заорская была принята в качестве члена-сотрудника и оказалась в нем первой женщиной в этом звании, оставаясь ею очень долгое время. Работала в Подкомиссии по районированию по районам Средней Азии, Центрально-Промышленному и Южно- Горнопромышленному районам. В Госплане Вера Вячеславовна проработала до конца 30-х годов. По совместительству работала во Всесоюзном научно-исследовательском институте энергетики и электрификации. с 1933 года в Энергетическом институте Академии Наук СССР. С 1935 года — в Совете по изучению производительных сил Академии Наук СССР, котором проработала до 1949 года, до выхода на пенсию.
Начиная с 1931 года Вера Вячеславовна Заорская вела преподавательскую работу в Вузах:
В 1931—1932 годах — в Свердловском университете — по экономической географии районов,
В 1933—1934 годах — в Московском Государственном университете — по курсу «Промышленная статистика».
С 1935 по 1940 год включительно — в Плановой академии им. Молотова — по Экономической географии.
В 1943 году (после эвакуации в Казань) вела занятия в Промышленно-экономическом институте им. Орджоникидзе.
В 1935 году по совокупности работ без защиты диссертации получила ученую степень доктора экономических наук, а в 1939 году — ученое звание профессора по кафедре экономической географии.
Была награждена орденом «Знак почета» и медалью "За доблестный труд в Великой Отечественной войне 1941—1945 гг. ".
Похоронена в Москве на Новом Донском кладбище в родственной могиле на участке 4.